# Wiesiołyj (sielsowiet sołdatski)
Wiesiołyj (ros. Весёлый) – chutor w zachodniej Rosji, w sielsowiecie sołdatskim rejonu fatieżskiego w obwodzie kurskim.

## Geografia
Miejscowość położona jest nad Chałczi (lewy dopływ Usoży w dorzeczu Swapy), 3,5 km od centrum administracyjnego sielsowietu (Sołdatskoje), 10,5 km na południowy zachód od centrum administracyjnego rejonu (Fatież), 50 km na północny zachód od Kurska, 9 km od drogi magistralnej (federalnego znaczenia) M2 «Krym» (część trasy europejskiej E105).
W chutorze znajduje się 10 posesji.
Klimat
Miejscowość, jak i cały rejon, znajduje się w strefie klimatu kontynentalnego z łagodnym ciepłym latem i równomiernie rozłożonymi opadami rocznymi (Dfb w klasyfikacji klimatów Köppena).

## Demografia
W 2010 r. chutor zamieszkiwało 5 osób.